# Kemir Čolić
Kemir Čolić (* 2. November 1994 in Hamburg) ist ein deutscher Politiker (SPD) und seit 2025 Mitglied der Hamburgischen Bürgerschaft.

## Leben
Čolić wurde am 2. November 1994 in Hamburg als Sohn einer bosnischen Einwandererfamilie geboren. Er absolvierte sein Abitur an der Stadtteilschule Helmuth Hübener in Barmbek-Nord und studierte im Anschluss Politikwissenschaften an der Universität Hamburg.
Čolić engagiert sich seit 2013 in der SPD. Von 2018 bis 2020 war er Mitglied im Landesvorstand der Jusos Hamburg und im Anschluss bis 2022 Mitglied im Vorstand des SPD-Ortsverbandes Barmbek-Dulsberg, dessen Vorsitzender er seit 2022 ist. Seit 2023 ist er außerdem Landesvorsitzender der Jusos Hamburg. Zurzeit fungiert er zudem als Geschäftsführer der SPD-Fraktion in der Bezirksversammlung Altona.
Bei der Bürgerschaftswahl 2025 zog Čolić über den Listenplatz 25 des Wahlkreises 9 Barmbek – Uhlenhorst – Dulsberg in die Hamburgische Bürgerschaft ein. Seit seinem Einzug in die Hamburgische Bürgerschaft ist er Mitglied im Ausschuss für Soziales und Integration, im Eingabenausschuss, im Sportausschuss sowie im Stadtentwicklungsausschuss.